# Bcl-2
Bcl-2 (B-ćelijski limfom 2) je član  familije proteinskih regulatora apoptoze. On je kodiran  genom. Bcl-2 je drugi član niza proteina koji su inicijalno bili opisani u kontekstu hromozomske translokacije hromozoma 14 i 18 kod folikularnih limfoma. Bcl-2 ortolozi postoje kod mnogobrojnih sisara. Dve izoforme Bcl-2, Izoforma 1, takođe poznata kao 1G5M, i Izoforma 2, poznata kao 1G5O/1GJH, imaju sličnu prostornu strukturu. Međutim, one se razlikuju u njihovoj sposobnosti vezivanja BAD u BAK proteina, kao i po strukturnoj topologiji i elektrostatičkom potencijalu vezujućeg žljeba. Iz toga sledi da Bcl-2 izoforme imaju različite antiapoptotičke aktivnosti.

## Interakcije
Bcl-2 formira interakcije sa RAD9A, , Retikulon 4, Bcl-2 asocirani X protein, Kaspaza 8, , , Bcl-2 interagujući ubica, BH3 interagujući domen agonista umiranja, , , , , , , , , , Faktor rasta nerva IB, BCL2-sličan 1, , , , , , , , , Bcl-2 vezan promoter smrti i IRS1.

## Ljudski-2 geni
, 

## Spoljašnje veze
- Baza podataka Bcl-2 familije
- bcl-2+Genes на 
- c-bcl-2+Proteins на 